# Мердок Ніккалс
Мердок Ніккалс (англ. Murdoc Niccals) — вигаданий музикант, член віртуального гурту Gorillaz. Басист і самопроголошений лідер гурту. Як і інші учасники Gorillaz, був створений Деймоном Елбарном і Джеймі Хьюлеттом.
|  | Sexy, Edgy, Dangerous.If you Google my name those are the first three words you'll see. ~ Murdoc |

## Біографія
Лідер Gorillaz має проблеми із зубами, вони схожі на зуби старого іржавого капкана. Басист-самоучка, з вічним бажанням бути скрізь першим, неважливо якими шляхами, часом заправляє в групі бек-вокалом, бо прекрасно знає, що гарні мелодії не достатні для реального успіху. Хочете приємну зовнішність — її у нього немає і цього не змінити, зате частенько змінюється настрій. Мердок любить роздавати інтерв'ю, часто не особливо замислюючись над тим що, як і кому говорить. Колишній наркоман. Велика особиста проблема гігієни. Магазинний злодій. Послідовник ідей Карла Маркса. Мердок сатаніст, грубіян, завзятий курець, лякає дітей, краде в магазинах, знущається над 2D. Одна з заслуг його в тому, що саме він зібрав воєдино Gorillaz, ніж досі пишається і не втомлюється повторювати, що Gorillaz це його і тільки його група. Це саме з його вини Стю-Пот і став 2-D (персонаж), отримавши кілька пристойних ударів по голові.
Незважаючи на поширену думку, Мердок вивчає не тільки порножурнали, басист чудово начитаний. Сильно не любить 2D (якщо не сказати більше), сам стверджує, що там просто нема чого любити. Взагалі, Мердок брав до групи 2D, в основному, з метою залучення прихильниць, так як нічого іншого він не міг очікувати. І все ж, Мердок має і свій значний натовп фанаток. Живе у своєрідному будинку на колесах, він же фургон, він же Winnebago (доступ всередину можна отримати, придбавши альбом Gorillaz). Після крадіжки фургона шанувальниками, зарікся роздавати ключі від фургона. Пізніше Winnebago був знайдений в США.
За словами Нудл, Мердок ніколи не чистить зуби, та й миється нечасто, так що аромат, що виділяється басистом не найкращий. Поклоняючись Сатані, Мердок носить перевернутий хрестик і у свій час спалював кішок. Зараз він кинув цю забаву, пояснюючи, що у нього є справи важливіші.